# Bythocaris nana
Bythocaris nana är en kräftdjursart som beskrevs av Sidney Irving Smith 1885. Bythocaris nana ingår i släktet Bythocaris och familjen Hippolytidae. Inga underarter finns listade i Catalogue of Life.